# Escape the Fate

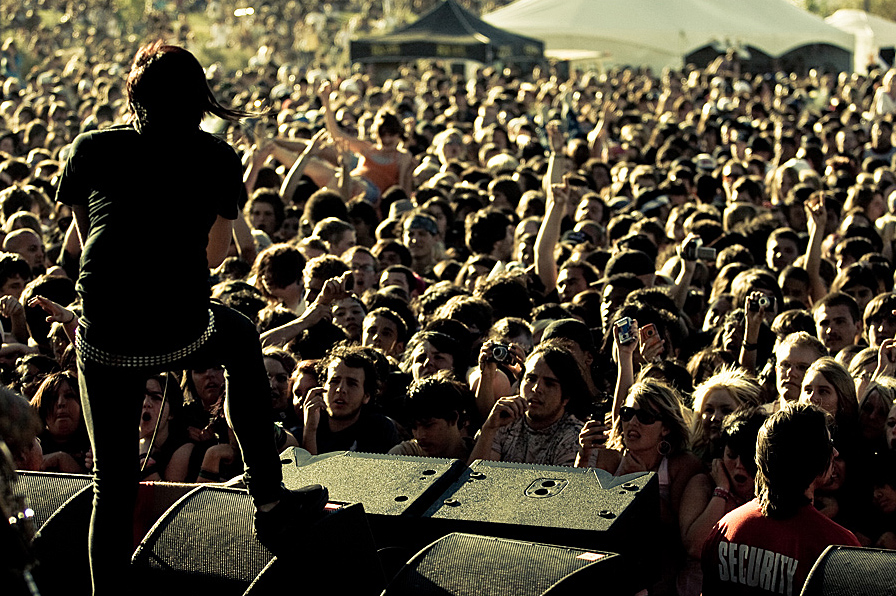
Koncert Escape the Fate na Extreme Thing w Desert Breeze Skate Park (2008)

Escape the Fate – amerykański zespół post hardcore pochodzący z Las Vegas, którego początki sięgają 2004 roku i pierwotnie miejscowości Pahrump.

## Historia
Zespół rozpoczął działalność w 2005 roku. Ich debiutancką piosenką był singel There’s No Sympathy For The Dead, wydany 23 maja 2006 roku. 26 września 2006 Escape The Fate wydał pierwszy pełny album Dying Is Your Latest Fashion. We wrześniu 2006 wokalista Ronnie Radke opuścił czasowo zespół z powodu problemów z heroiną, powrócił do niego w listopadzie. W 2008 Ronnie ponownie opuścił zespół z tego samego powodu. Zastąpił go Craig (Craigafer) Mabbitt z zespołu Blessthefall (odszedł z BTF 18 grudnia 2007 roku). Radke wystąpił gościnnie z Blessthefall na festiwalu Taste of Chaos.
14 maja 2013 zespół wydał nową płytę metalowo-hardcorową "Ungrateful".

## Koncerty

### The Dead Masquerade (2011)
Zespół po raz pierwszy wybrał się w trasę koncertową. Trasa przebiegała przez USA i Kanadę. Rozpoczęła się w styczniu i zakończyła w marcu.

### Raid the Nation (2011)
Gościli oni w maju 2011 roku przez 2 tygodnie w całym wschodnim wybrzeżu Stanów Zjednoczonych.

### Uproar Festival (2011)
Od 26 sierpnia do 14 października Escape The Fate dali otwarty koncert na głównej scenie Uproar Festival z Bullet For My Valentine, Seether, Three Days Grace oraz Avenged Sevenfold.

### Europa (2011)
Od 23 października do 30 października Escape The Fate był współ-gwiazdą podczas europejskiej trasy koncertowej z Funeral For A Friend, z gościem specjalnym Amite.

### This World Is Ours Tour (2012)
Escape The Fate ogłosiło w dniu 6 lutego 2012 roku, że wybiorą się na wiosnę w trasę koncertowa rozpoczynającą się w kwietniu. Rozpocznie się ona w Ameryce Łacińskiej, przechodząc przez Amerykę Południową, a zakończy się na Ameryce Północnej.

### South America (2012)
ETF ogłosili co-headlining z Underoath na czterech koncertach i gościem specjalnym Protest the Hero. W Meksyku zagrali kilka koncertów bez supportu.

### The Connection Tour (2013)
W marcu ogłosili, że po raz kolejny będą suportem zespołu Papa Roach podczas ich amerykańskiej trasy. Jako suport grali także Otherwise. Trasa odbyła się także w Europie. w dniu 11.06.2013 roku zespół Papa Roach grał koncert w Poznaniu (Klub Eskulap w Dom Studencki Eskulap) i Escape The Fate mieli być suportem. Na koncert jednak nie dotarli. Jak wynika z informacji podanych na Twitterze i Facebooku zespołu powodem był zepsuty bus zespołu.

### Ungrateful Tour (2013)
Zaraz po ogłoszeniu Connection Tour Escape The Fate podali daty swojej trasy koncertowej i support (The Color Morale, Glamour Of The Kill i As Thick As Thieves).

### House of Blues Tour (2013)
Przed koncertami Hollywood Undead Escape The Fate grali jako support. Obok nich znalazły się także zespoły All Hail The Yeti i 3PillMorning.

### The Wrong Side of Heaven and The Righteous Side of Hell Tour (2013)
Na przełomie września i października Escape The Fate zagrali jako support przed Five Finger Death Punch wraz z Miss May I i Gemini Syndrome.

### Bury The Hatchet Tour (2014)
W styczniu 2014 roku Escape The Fate rozpoczęli wspólną trasę koncertową z Falling In Reverse. W lineup'ie znaleźli się także: Chelsea Grin i Survive This!. Setlista zawierała również kilka utworów wykonanych wspólnie z poprzednim wokalistą (Ronnie Radke).

### Trasa koncertowa zPop Evil(2014)
Trasa odbyła się na przełomie kwietnia i maja 2014 roku.

### Hate Me Tour (2015-2016)
Trasa zaczęła się wraz z premierą albumu Hate Me. Jest to ich najdłuższa trasa koncertowa. Trasa przebiegała przez Stany Zjednoczone, USA, Europe, jak i Azję.

## Muzycy
Obecny skład zespołu
- Craig Mabbitt – wokal (od 2008)
- Thomas "TJ" Bell – gitara basowa, gitara rytmiczna (od 2012)
- Kevin "Thrasher" Gruft - gitara prowadząca (od 2013; także w trasie w 2011)
- Robert Ortiz – perkusja, instrumenty perkusyjne, wokal wspierający (od 2004)

Byli członkowie zespołu
- Ronnie Radke – główny wokal, dodatkowe gitary (2004-2008)
- Omar Espinosa – gitara rytmiczna, wokal wspierający (2004-2007)
- Carson Allen – instrumenty klawiszowe, syntezatory, wokal wspierający (2005-2006)
- Michael Money – gitara rytmiczna (w trasach od 2008 roku, oficjalnie 2012-2013)
- Bryan "Monte" Money - gitara prowadząca, wokal wspierający (2004-2013)
- Max Green - gitara basowa, wokal wspierający(2004-2012, 2013–2014)

## Dyskografia
Albumy
| Dying Is Your Latest Fashion | - Data: 26 września 2006 - Wydawca: Epitaph Records        | –  | 19 |                 |
| This War Is Ours             | - Data: 21 października 2008 - Wydawca: Epitaph Records    | 35 | 2  | - USA: 13 tys.+ |
| Escape the Fate              | - Data: 2 listopada 2010 - Wydawca: DGC Records            | 25 | 3  | - USA: 18 tys.+ |
| Ungrateful                   | - Data: 14 maja 2013 - Wydawca: Eleven Seven Music         | 27 | 5  |                 |
| Hate Me                      | - Data: 30 października 2015 - Wydawca: Eleven Seven Music | 58 | —  |                 |
| "—" album nie był notowany.  |                                                            |    |    |                 |

Minialbumy
| Tytuł                            | Dane dot. albumu                                     |
| -------------------------------- | ---------------------------------------------------- |
| Escape the Fate EP               | - Data: 2005 - Wydawca: wydanie własne               |
| There’s No Sympathy For The Dead | - Data: 23 maja 2006 - Wydawca: Epitaph Records      |
| Situations EP                    | - Data: 20 listopada 2007 - Wydawca: Epitaph Records |
| Issues Remixes EP                | - Data: 11 stycznia 2011 - Wydawca: DGC Records      |